# Sarpogrelato
El sarpogrelato (código de desarrollo MCI-9042, LS-187,118) es un fármaco que actúa como antagonista de los receptores 5HT2A. y 5-HT2B Tiene también propiedades antagonistas hacia los receptores 5-HT1, 3 y 4; receptor alfa1, 2 y Beta, los receptores de histamina H1 y H2 y el receptor muscarínico M3 aunque con especificidad muy reducida para todos estos.

## Indicaciones
El sarpogrelato es capaz de bloquear la agregación plaquetaria inducida por la serotonina y tiene aplicaciones en el manejo de muchas enfermedades, incluida la diabetes mellitus, enfermedad de Buerger, enfermedad de Raynaud, enfermedad de las arterias coronarias, angina de pecho, insuficiencia cardíaca y la aterosclerosis. Se ha encontrado evidencias de su función en la mejora de la respuesta vascular en pacientes con isquemia de las extremidades.